# Thomas Sjöberg
Thomas Sjöberg (Helsingborg, 1952. július 6. –) svéd válogatott labdarúgó.

## Pályafutása

### A válogatottban
1974 és 1981 között 45 alkalommal szerepelt a svéd válogatottban és 14 gólt szerzett. Részt vett az 1978-as világbajnokságon.

## Sikerei, díjai
Malmö FF
- Svéd bajnok (3): 1974, 1975, 1977
- Svéd kupa (4): 1974, 1975, 1978, 1980
- Interkontinentális kupa
  - döntős: 1979